# تئودور گلدشمیت
کارل تئودور ویلهلم گلدشمیت (آلمانی: Theodor Goldschmidt؛ ۴ ژوئن ۱۸۱۷ – ۴ ژانویه ۱۸۷۵) یک شیمی‌دان اهل آلمان بود.